# Sturm, Ruger & Co.

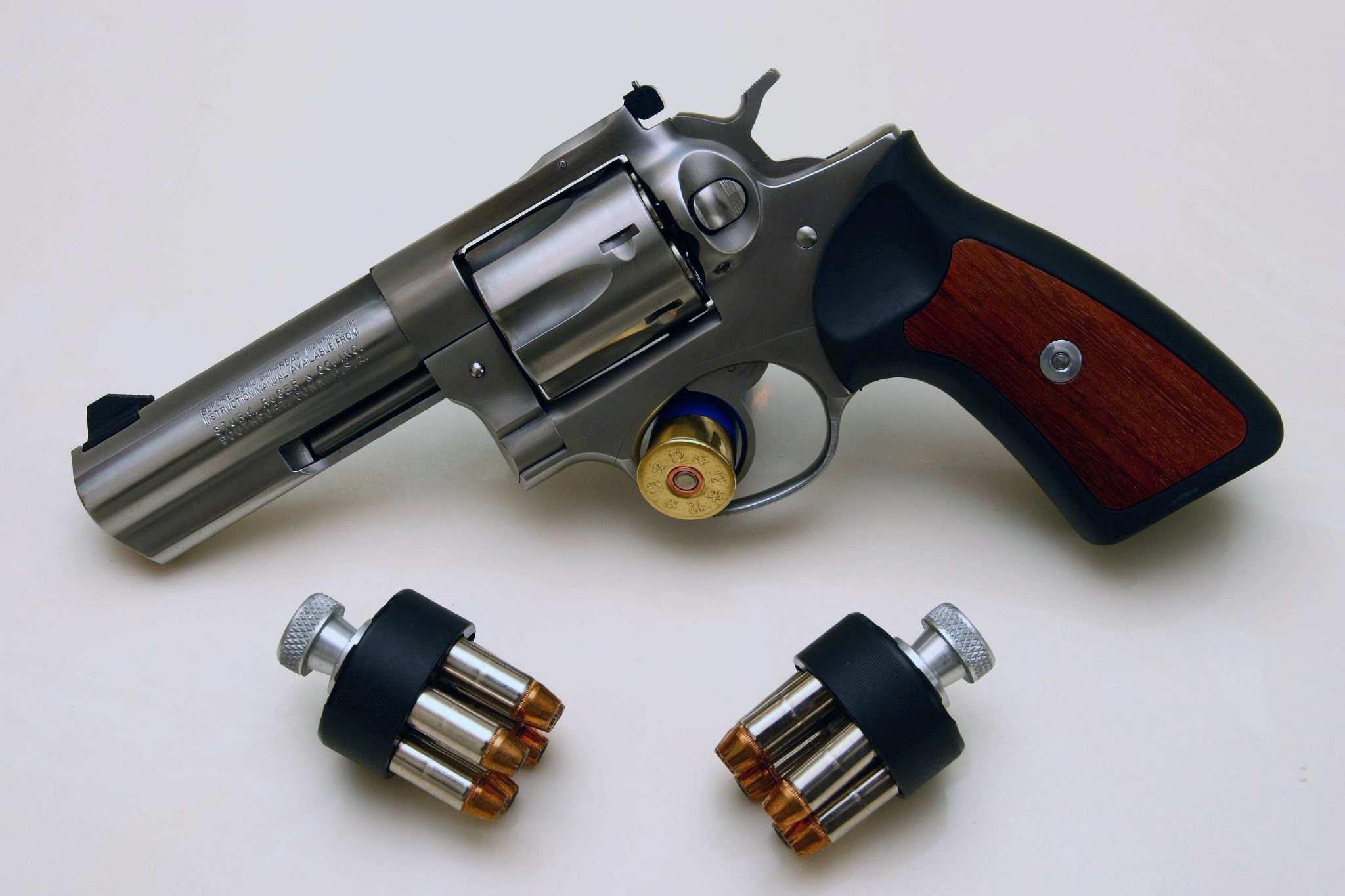
Ruger GP100

Sturm, Ruger & Company, vanligen benämnt Ruger, är ett tillverkningsföretag med säte i Connecticut, USA, bestående av tre avdelningar: Ruger Firearms, Ruger Investment Castings och Ruger Golf.
Företaget grundades 1949 av William B. Ruger och Alexander McCormick Sturm 1949 i en liten mekanisk verkstad i Southport, Connecticut.